# 拟秀丽绿绒蒿
拟秀丽绿绒蒿（学名：Meconopsis pseudovenusta）为罂粟科绿绒蒿属下的一个种。

## 扩展阅读
- 維基物種上的相關：拟秀丽绿绒蒿